# Пластинчасті
Пласт́инчасті (Placozoa, до 1971 Phagocytellozoa) — тип мікроскопічних багатоклітинних тварин, позбавлених диференційованих тканин та органів. Відомо три види: Trichoplax adhaerens, Hoilungia hongkongensis та Polyplacotoma mediterranea. Описаний раніше вид Treptoplax reptans є синонімом Trichoplax adhaerens.

## Історія відкриття
Уперше Т. adhaerens був знайдений у морському акваріумі університету австрійського міста Грац ще в 1883 році німецьким зоологом Ф. Шульце. Через десять років італійський натураліст Монтічеллі описав близьку форму Т. reptans із морського акваріума Неаполітанської зоологічної станції. Ці знахідки викликали великий інтерес у зоологів, однак через деякий час відомий німецький зоолог Т. Крумбах (1907) висловив думку, що, ці форми є деградованими личинками гідроїдних медуз. Тому дослідники протягом наступних 70 років цими тваринами не цікавилися. Лише в 1971 році німецький вчений К. Трель знову відкрив цих тварин і описав їх будову застосувавши ультратонкі зрізи та електронну мікроскопію. Він знайшов у тілі тварин яйцеклітини в різних фазах дроблення, що незаперечно свідчило про самостійність трихоплакса як виду та його здатність до розмноження.

## Еволюція та систематика
Тип Пластинчасті включає єдиний клас Трихоплакоїди (Trichoplacoidea), до якого належить ряд Трихоплациди (Trichoplacida) з єдиною родиною Трихоплацидові (Trichoplacidae) і двома родами: Трихоплакс (Trichoplax) та Трептоплакс (Treptoplax).
Про цей організм відомо дуже мало, зокрема тому, що він ніколи не спостерігався в природі. Він був вивчений в культурах, що розводяться в акваріумах з усього світу. Спочатку Пластинчастих відносили до типу Mesozoa разом з Диціємідами та Ортонектидами, ґрунтуючись на примітивній будові організму. Але з часом стало очевидним, що Пластинчасті не є спорідненою з іншими Mesozoa групою і не можуть бути віднесені також і до якогось іншого типу з підцарства Eumetazoa. У результаті, в 1971 році для цього виду був впроваджений окремий тип Placozoa.
З того часу вид Trichoplax adhaerens був знайдений в акваріумах по всьому світі. Невідомо, чи є Пластинчасті космополітами (тобто такими, що розповсюджені по всьому світі), втім, вони ведуть настільки потаємний спосіб життя, що їхні різноманітність та розповсюдження можуть бути значно більшими, аніж зараз припускають.

## Морфологія
Трихоплакс — це білувато-сіра напівпрозора тварина, що має вигляд тоненької пластинки діаметром до 4 мм, неправильної та постійно мінливої форми. Тварина повільно лине по поверхні субстрату. Вона не має переднього та заднього кінців, напрямок руху постійно змінюється. Зовні її тіло вистилає шар джгутикових клітин, які мають різну будову. «Спинна» поверхня тіла вкрита плоским, а «черевна», на якій тварина повзає, — високим циліндричним епітелієм (щодо тварин, які не мають двобічної симетрії, терміни «черевна» та «спинна» поверхні застосовуються умовно). Усі ці клітини мають надзвичайно примітивну особливість — базальної епітеліальної мембрани в них немає, що серед багатоклітинних тварин наявне лише в найпримітивніших форм, наприклад губок чи безкишкових турбелярій.

## Анатомія

Схема ультратонкого зрізу через тіло Trichoplax adhaerens за даними електронної мікроскопії

Тіло Placozoa складається з кількох тисяч клітин лише чотирьох типів: епітеліальні, волокнисті, залозисті та слизові. Внаслідок електронно-мікроскопічних досліджень на поверхні «спинного» епітелію виявлено численні мікроворсинки. Джгутики епітеліальних клітин Трихоплаксу занурені в глибоку ямку, стінки якої укріплені особливими опорними паличками. У епітелії з черевного боку трапляються залозисті клітини з вакуолями. У спинному епітелії містяться особливі клітини з кулястими включеннями, названі «блискучими кулями». Це великі заповнені жироподібною речовиною вакуолі, які, імовірно, виконують захисну функцію, оскільки здатні викидатися з клітини назовні, відлякуючи своїм вмістом ворогів.
Цікаво, що трихоплакс не поїдається ні ракоподібними, ні черевоногими молюсками. Паренхіма Трихоплаксу містить волокнисті клітини. Це клітини неправильної форми з довгими відростками, що з'єднують їх одна з одною та з клітинами вентрального й дорзального епітеліїв. Клітини паренхіми тетраплоїдні, а епітелію — диплоїдні. У волокнистих клітинах міститься унікальний органоїд, не виявлений у будь-яких інших організмів. Це — мітохондріальний комплекс, що складається з великих мітохондрій, які чергуються з пухирцями. Все разом утворює своєрідний ланцюжок. У цитоплазмі обох типів паренхімних клітин локалізовані дуже дрібні травні вакуолі. Волокнисті клітини за рахунок скорочень цитоплазми викликають зміни обрису тіла. В їх цитоплазмі є складна система мікротрубочок і мікрофіламентів, що зумовлює нем'язове скорочення.

## Розповсюдження та спосіб життя

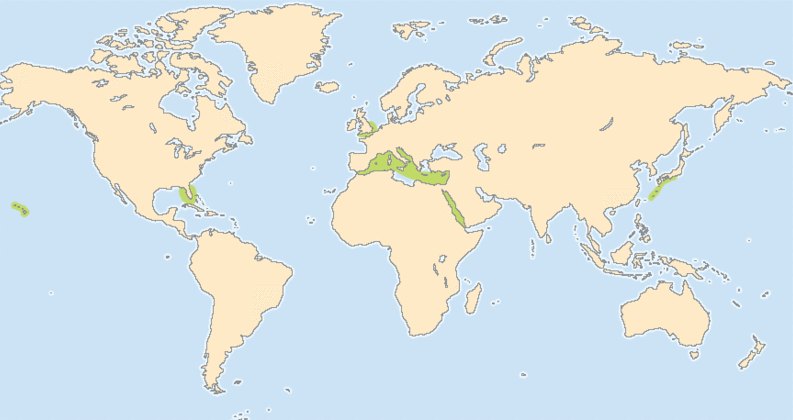
Гіпотетична карта розповсюдження Trichoplax adhaerens

Placozoa були виявлені у морських акваріумах, де відтворюються умови літоральної зони тропічних та субтропічних морів, на основі чого може бути складена карта, що приблизно відтворює їхній гіпотетичний природний ареал. На теперішній час нічого не відомо про екологію Пластинчастих в природних умовах. Вони, як припускається, можуть зустрічатись на поверхні підводних скель та на черепашках і мушлях бентосних морських організмів.

## Поведінка
Placozoa зазвичай рухаються за допомогою коливального руху війок епітелію, при цьому форма їхнього тіла безперервно змінюється. Харчова поведінка залежить від кількості доступної їжі: коли концентрація харчових ресурсів низька, організми пересуваються швидше та активніше, частіше змінюючи форму. При високих концентраціях харчових ресурсів вони набувають пласкої форми та пересуваються мало.

## Живлення
Трихоплакс живиться бактеріями, водоростями та одноклітинними джгутиковими. Наповзаючи на скупчення одноклітинних водоростей, він щільно прилягає «черевною» поверхнею до поживних часток, виливає на них травний секрет залозистих епітеліальних клітин і згодом всмоктує шляхом піноцитозу рідкі продукти зовнішнього травлення за допомогою епітеліальних клітин. Перетравлення джгутикових роду Cryptomonas поза тілом трихоплакса підтверджене спостереженнями за живими тваринами та результатами електронно-мікроскопічних досліджень.
Другий спосіб живлення — це фагоцитоз, що здійснюється клітинами спинного та черевного епітеліїв. До клітин травні частки підганяються джгутиками та захоплюються псевдоподіями. Волокнисті клітини паренхіми також виконують фагоцитарну функцію. У деяких з них знайдені «бурі тільця» — великі (діаметр 12—15 мкм) включення, які під світловим мікроскопом мають зеленувато-буре або рожево-буре забарвлення залежно від того, зеленими чи червоними водоростями живиться тварина. Бурі тільця мають занадто великі для травних вакуолей розміри. Вважають, що вони є місцями накопичення продуктів обміну та перетворення пігментів водоростей перетравлених трихоплаксом.

## Розмноження та розвиток

Схема перетворення бродяжки Trichoplax adhaerens на дорослу особину

Трихоплакс розмножується нестатево та статево. У разі нестатевого розмноження тварина ділиться навпіл шляхом перешнуровування, причому дочірні особини надовго залишаються зв'язаними вузьким містком, який врешті-решт розривається. Іншим типом нестатевого розмноження є брунькування. На спинній поверхні тварини утворюються маленькі кульки, що відшнуровуються та перетворюються на плаваючих бродяжок (розселювальна стадія). Діаметр бродяжки становить близько 20—40 мкм. Всередині вона має порожнину, стінки утворені кількома шарами клітин: зовнішній — клітини спинного боку, внутрішній — черевного, між ними містяться клітини паренхіми. Бродяжки деякий час плавають у воді, причому переднього та заднього полюсів у них не виявлено, тобто рух відбувається невпорядковано. Згодом внутрішня порожнина з'єднується із зовнішнім середовищем отвором, яким бродяжка прикріплюється до субстрату. Через отвір внутрішній шар клітин вивертається назовні й утворюється пластинка звичайної для дорослого трихоплакса будови.
Статеве розмноження трихоплакса остаточно не вивчене. В паренхімі містяться великі (90—120 мкм) яйцеклітини, що повно та рівномірно дробляться. Личинки не знайдені.